# Atlamajalcingo del Monte
Atlamajalcingo del Monte è un comune del Messico, situato nello stato di Guerrero.